# Funkamateur (Zeitschrift)

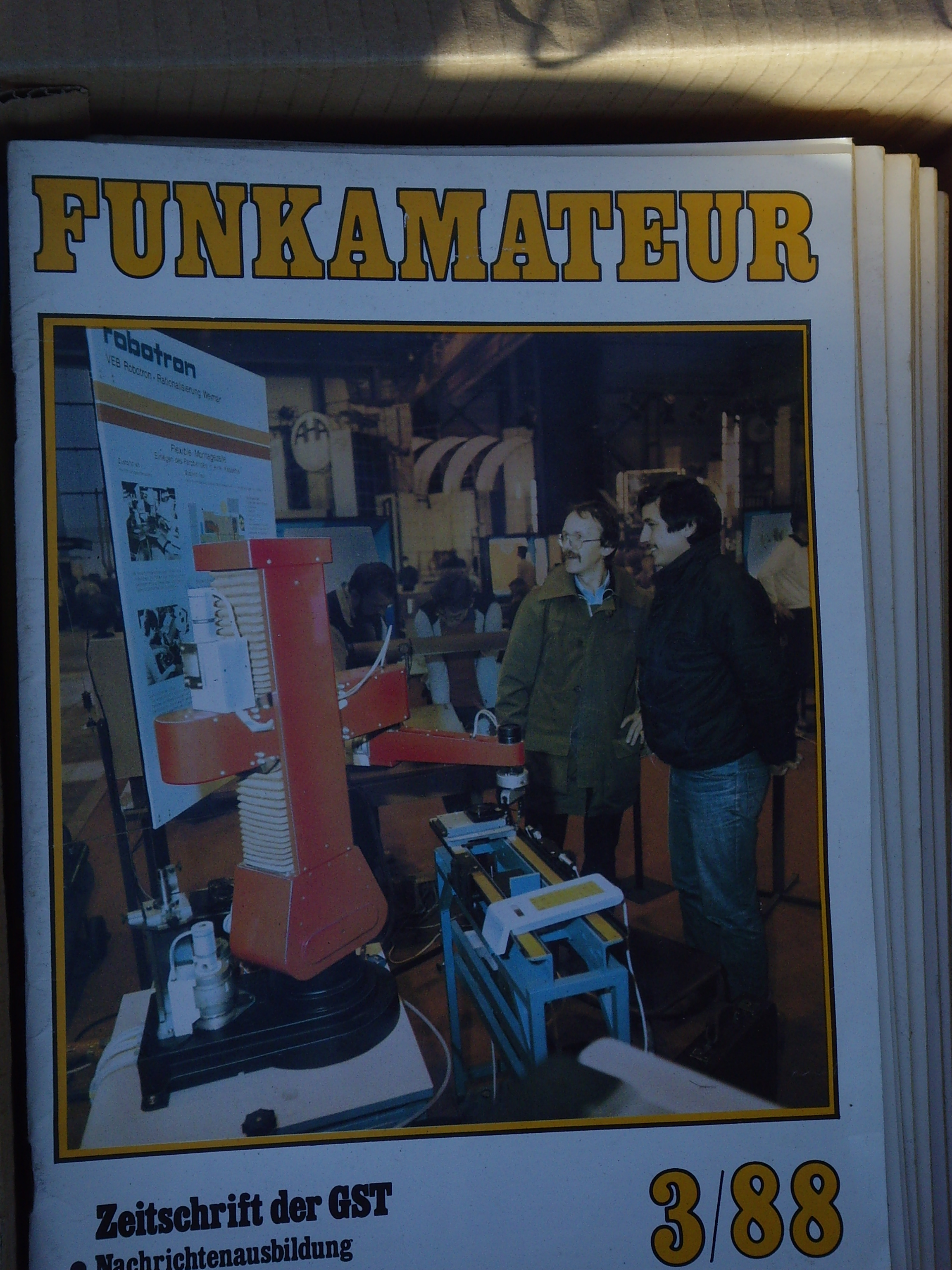
Titelseite der Ausgabe 3/88

Funkamateur ist eine Monatszeitschrift, die sich den Belangen des Amateurfunks widmet. Sie veröffentlicht unter anderem Bauanleitungen, Artikel über Theorie und Praxis für Funkamateure und Hobbyelektroniker. Erscheinungsort ist Berlin.
Gegründet wurde sie als Zeitschrift der Gesellschaft für Sport und Technik (GST) in der Deutschen Demokratischen Republik (DDR), der Herausgeber war der Militärverlag der DDR. Mit der Entstehung des Bereichs Computersport innerhalb der GST in den 1980er-Jahren erschienen auch in der dortigen Szene vielbeachtete Artikel über Computerthemen, darunter Anleitungen für den Eigenbau von Mikrocomputern wie der Heimcomputer AC1 oder LLC1 und LLC2.
Die Zeitschrift existiert noch heute unter dem gleichen Titel als Magazin für Amateurfunk, Elektronik und Funktechnik und erscheint im Verlag Box 73 Amateurfunkservice GmbH, Berlin (IV/2006). Themen sind Amateurfunkbetrieb und -technik, aktuelle Empfangs- und Sendetechnik, Elektronik und Computer. Es werden kommerzielle Geräte für Empfangs- und Sendebetrieb vorgestellt, auch Selbstbauprojekte finden ihren Platz. Im Bereich Funkbetrieb gibt es Erfahrungsberichte über Amateurfunkwettbewerbe (Fielddays, Conteste), Veranstaltungsübersichten für unter anderem Deutschland und Österreich und eine Funkwettervorhersage. Regelmäßig wird auch über Radiofernempfang (BC-DX) einschließlich Kurzwellenrundfunk-Sendeplänen und über bestimmte Amateurfunkbetriebsarten berichtet, beispielsweise Satellitenfunkbetrieb, Amateurfunk mit niedriger Leistung (QRP) und Morsebetrieb (CW).
Im Mai 2022 kündigte die Zeitschrift an, den Freiverkauf (etwa im Bahnhofsbuchhandel) zum Ende des Jahres einzustellen. Dabei wurde als Alternative auf ein Abonnements-Modell mit monatlicher Kündbarkeit und als Begründung auf die mangelhafte Ressourceneffizienz des Einzelhandels-Vertriebs verwiesen, bei dem über die Hälfte der Exemplare unverkauft im Altpapier landeten. Abonnenten machten demnach bereits etwa 90 Prozent der Leserschaft aus.
Nach den Zeitschriften QST (156.000 Exemplare) und CQ Amateur Radio (60.000) aus den USA sowie CQ ham radio (55.000) aus Japan gehört der Funkamateur mit einer Auflage von 34.700 Exemplaren zu den weltweit größten Fachzeitschriften für Amateurfunk.